# افرای کشمیری
افرای کشمیری (نام علمی: Acer oblongum) نام یک گونه از سرده افرا است.